# المشرقة (لودر)

تعديل مصدري - تعديل

المشرقة هي إحدى قرى عزلة زارة بمديرية لودر التابعة لمحافظة أبين، بلغ تعداد سكانها 496 نسمة حسب تعداد اليمن لعام 2004.